# Aconitum ovatum
Aconitum ovatum är en ranunkelväxtart som beskrevs av John Lindley. Aconitum ovatum ingår i släktet stormhattar, och familjen ranunkelväxter. Inga underarter finns listade i Catalogue of Life.